# Heinrich Kiliani
Heinrich Kiliani (né le 30 octobre 1855 à Wurtzbourg et mort le 25 février 1945 à Fribourg-en-Brisgau), est un chimiste allemand.

## Biographie
Après son baccalauréat (Abitur), il entreprend des études de chimie à l'école polytechnique de Munich. Il obtient son doctorat sous la direction d'Emil Erlenmeyer puis son habilitation. En 1890, il devient membre de la Leopoldina. En 1892, il accepte une chaire à l'école polytechnique de Munich. En 1897, il obtient la chaire de chimie médicinale à l'université de Fribourg.

## Travaux
Son domaine de recherche était en particulier orienté sur la chimie des glucides à laquelle il apporta des contributions fondamentales. De même il étudia les constituants de la digitalis. La réaction de synthèse des oses (synthèse de Kiliani-Fischer) porte son nom. C'est en fait un cas particulier de la synthèse des cyanohydrines qu'il a développée.